# 罗恩·赛勒斯
罗恩·赛勒斯（Ronald Ray Cyrus，1935年7月10日—2006年2月28日）是一位美国政治人物，曾在肯塔基州格里納普縣担任公务员。作为民主党政治人物，自1975年起，到1996年退休为止，他曾连任11次肯塔基州众议院议员。
他是乡村音乐歌手兼演员比利·雷·赛勒斯的父亲，也是麥莉·希拉的祖父。 